# 阿斯帕夏
阿斯帕夏是巴西圣保罗州的一个市镇。总面积69.394平方公里，总人口1789人，人口密度25.8人/平方公里。